# Jules-Alexis Muenier

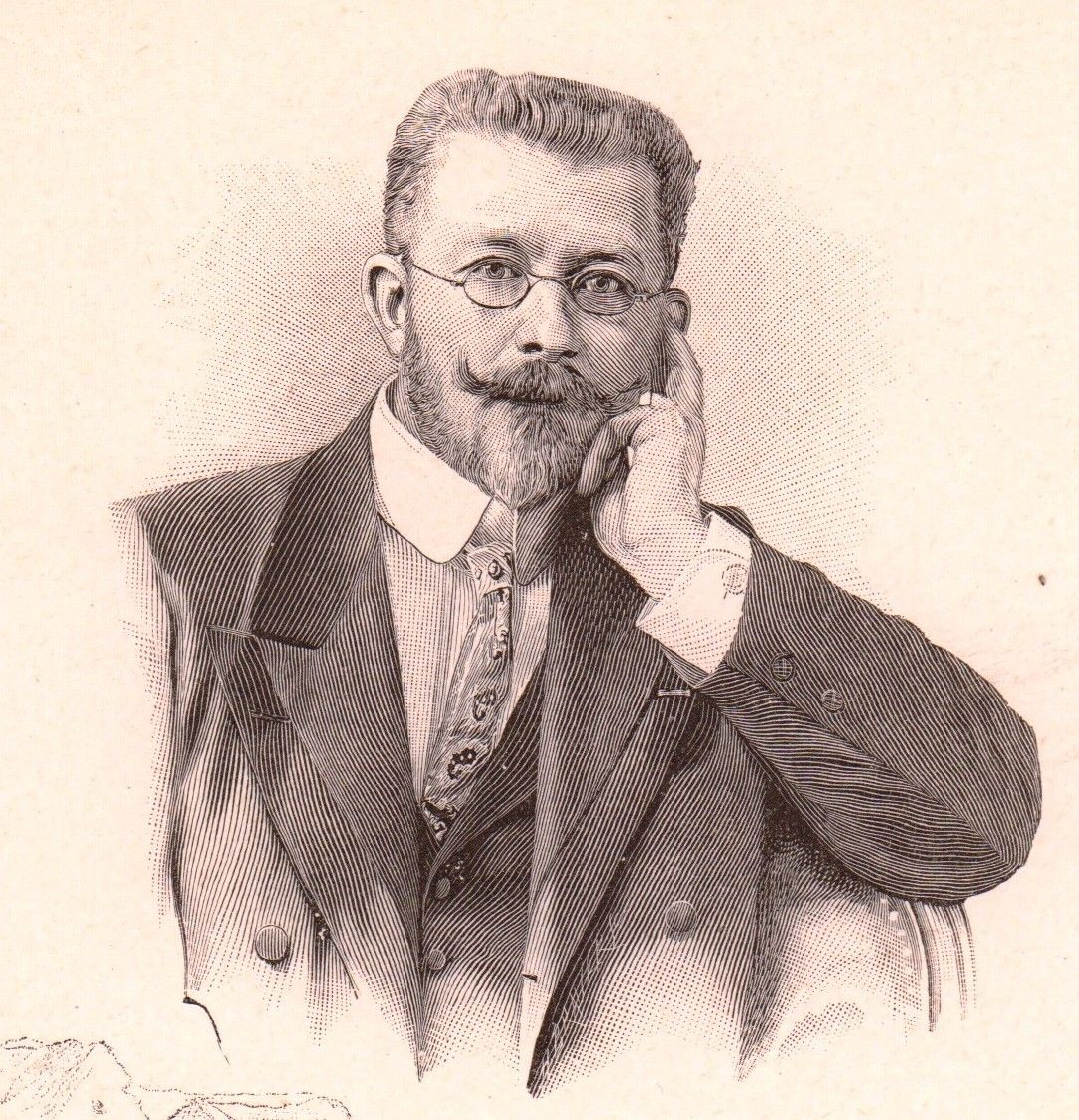
Jules-Alexis Muenier.

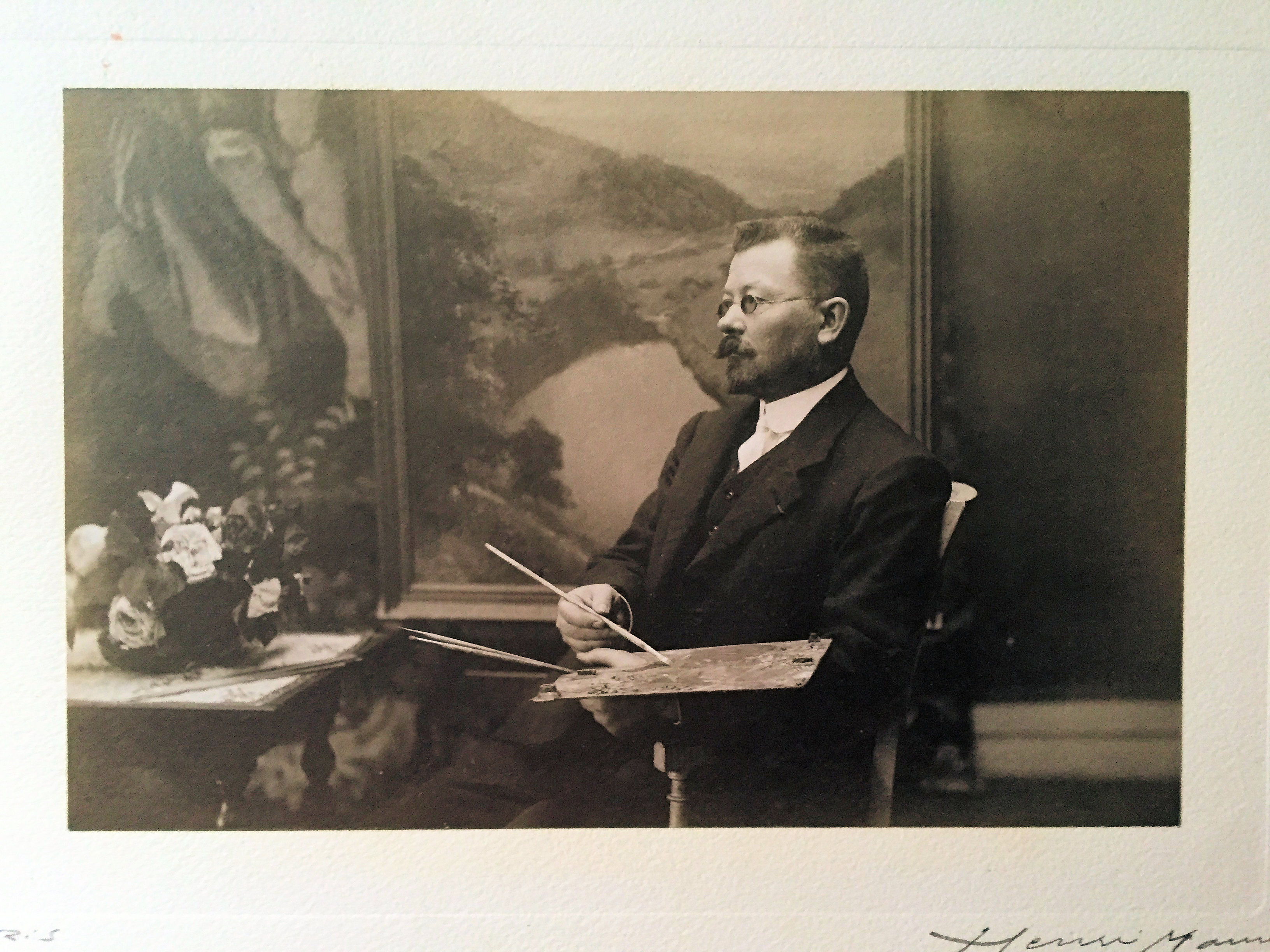
Der Maler in seinem Atelier.

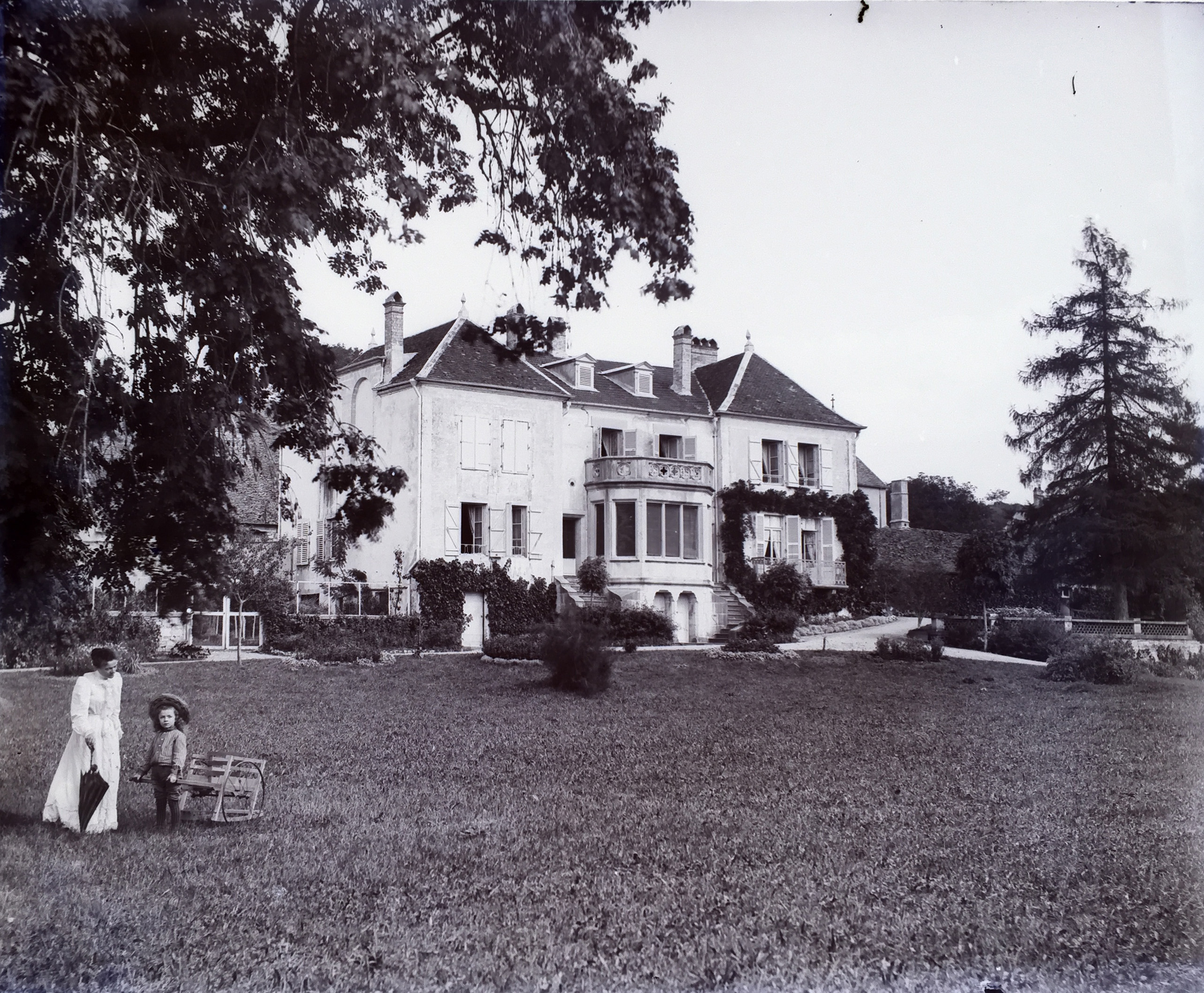
Das Anwesen von Jules-Alexis Muenier in Coulevon.

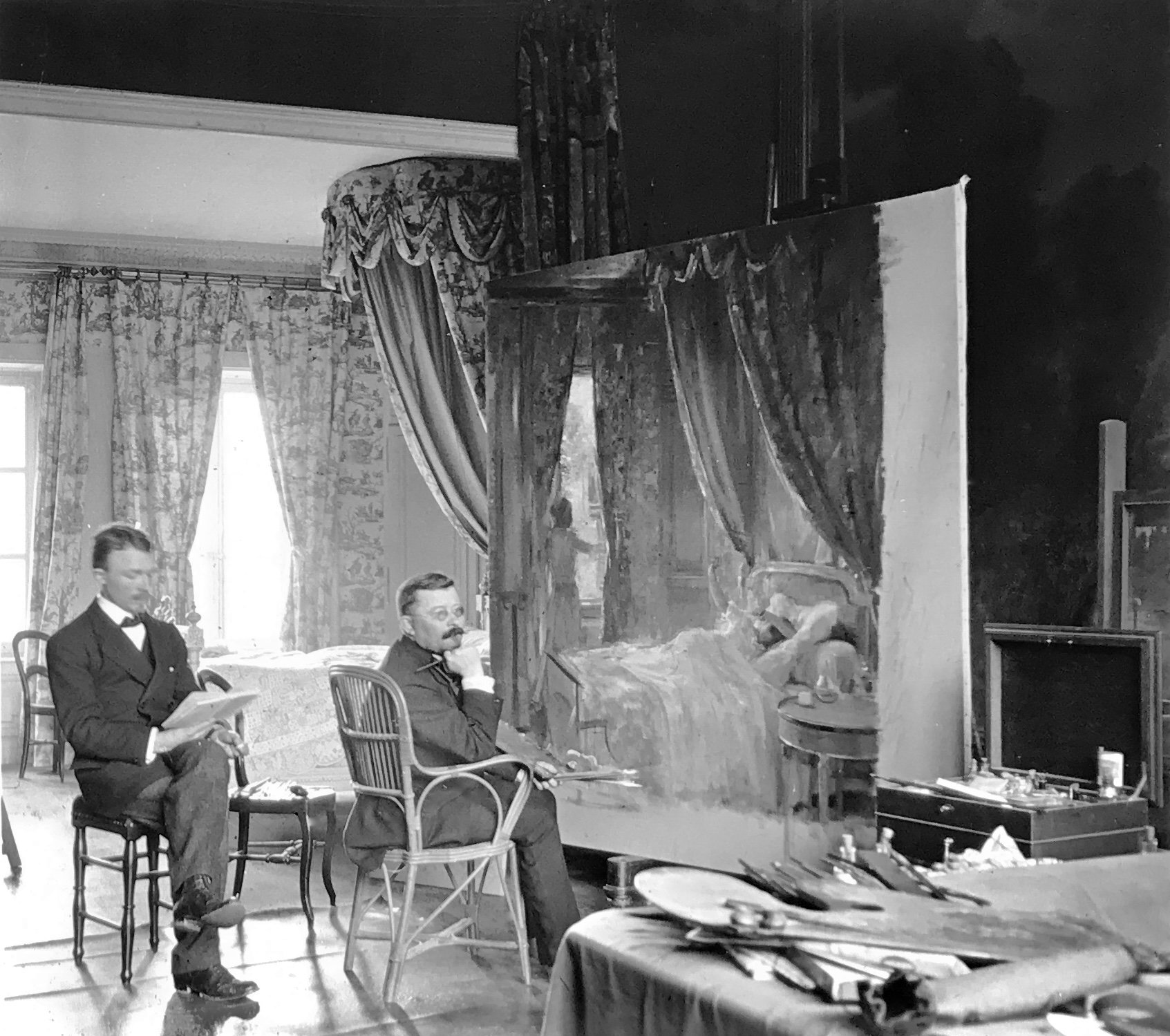
Muenier beim Malen des „Le Réveil“ bei seinem Sohn Pierre.

Jules-Alexis Muenier (* 29. November 1863, Lyon; † 17. Dezember 1942, Coulevon, Haute-Saône) war ein französischer Maler und Fotograf.

## Leben
Jules-Alexis Muenier war der Sohn von Alexis Muenier, einem Schriftsteller und Journalisten, der als Chefredakteur der Zeitung L’Aube und später der L’Indépendant de l’Oise wirkte. Jules-Alexis erhielt seine Bildung am Lycée in Troyes. Dort wurde in den Malkursen von Emile Loncle sein Talent entdeckt. Später war er am Lycée de Beauvais. 1881 ging er ins Atelier von Jean-Léon Gérôme an der École des Beaux-Arts de Paris, wo er Freundschaften mit den Malern Pascal Dagnan-Bouveret und Gustave Courtois schloss.
1885 verließ er die Hauptstadt und ließ sich in Coulevon nieder, in der Nähe von Vesoul. Dort heiratete er Marie Pâris am 15. Juli; in dem kleinen Dorf im Department Haute-Saône verbrachte er den größten Teil seines Lebens auf einem großen Anwesen, welches seine Schwiegereltern erworben hatten, das ehemalige Anwesen von Jean-Léon Gérôme.
1887 wurde er durch das Bild Le Bréviaire bei seinem ersten Salon bekannt, welches er trotz gewisser Vorbehalte seines Meisters Gérome ausgestellt hatte. Er erhielt eine Medaille für dieses Werk und im Juni 1887 konnte er, dank eines Reisestipendiums, Spanien durchqueren und sich dann nach Fès und Tanger begeben, wo er auf die Maler Georges Brétegnier, Louis-Auguste Girardot und auch René-Xavier Prinet. Dann begab er sich nach Algier mit Pascal Dagnan-Bouveret. Aus dieser orientalischen Periode sind zahlreiche Studien erhalten und speziell zwei Bilder, welche ins Musée d’Orsay gelangt sind: Crépuscule sur Alger und Femmes d’Alger sur les terrasses. 1891 wurde sein Bild Leçon de catéchisme ins Musée du Luxembourg in Paris aufgenommen und zwei Jahre später, in Chicago präsentierte er das Bild Aux beaux jours, ein Bild, welches 1890 im Salon der Société nationale des Beaux-Arts aufgenommen wurde.

„Monsieur Muenier, auch er übernimmt viel von Bastien Lepage, sein Touche ist dünn, fast durchscheinend, und seine Körper sind mehr Schein als Wirklichkeit, aber mit äußerster Zartheit und seltener Distinktion versteht und analysiert er die Poesie einfacher Wesen, in ihren vertrauten Beschäftigungen, wenn sie uns in eine flüchtige und erlesene Schönheit gekleidet erscheinen und wie verklärt von der umgebenden und ewigen Schönheit der Dinge. Er hat das Gefühl von Frieden in der Natur und Frieden in den Seelen. Wir erinnern uns an seinen sehr schönen Auftakt: ein guter Priester, der auf einer Terrasse inmitten seiner Blumenbeete in der sanften Dämmerung saß und sein Brevier las. Wir finden dieselbe Gelassenheit, dieselbe Beruhigung der Gesichter, dieselbe unschuldige Freude am Grün, den Blumen, dem Sommer, bei diesem Familienessen auf dem Land, das er „Die schönen Tage“ nennt. Nichts bürgerlicheres und doch nichts feineres durchdringt es.“

Seine bevorzugten Sujets sind naturalistische Szenen des Alltags auf dem Land der Haut-Saônoise, aber auch Gemälde, die an der Côte Varoise (Küste des Vars) in Agay und Menton entstanden sind; mehrere Gemälde entstehen auch auf Korsika, wo er zwei Jahre verbrachte und in der Schweiz, wo sein Sohn Pierre Professor für Französische Literatur an der Universität Fribourg war.
Sein Werk ist umfangreich, da er bis ins hohe Alter, bis kurz vor seinem Tod, malte. Seine Bilder finden sich in bedeutenden Museen wie dem Musée du Luxembourg, aber auch in Philadelphia, Montréal, Melbourne, Odessa, Chicago u. a. Sein bekanntestes Werk, die La Leçon de clavecin (Die Cembalostunde), wurde 1911 vom französischen Staat erworben; ungefähr zur selben Zeit erwarb eine reiche Südamerikanerin Le Réveil (Das Erwachen); La Femme au miroir (Die Frau am Spiegel) wurde nach Japan, in die Galerie des Mikado, und L’Enfant à la mouche (Das Kind mit der Fliege) in die Collection Dollfus in Mulhouse. Erwähnenswert ist auch das Porträt des Maréchal Foch, welches im Besitz des Künstlers blieb, aber lange Zeit in Frankreich und in den Vereinigten Staaten ausgestellt wurde.
Er wurde 1911 für das Bild La Leçon de Clavecin zum Offizier der Ehrenlegion (O.LH) ernannt und 1921 zum Mitglied der Académie des Beaux-Arts gewählt. Er schuf mehr als dreihundert Werke und stellte zwischen 1887 und 1941 aus, unter anderem in den Pariser Salons, im Salon des Artistes Français und im Salon de la Société nationale des Beaux-Arts.
1924 beteiligte er sich an einer Ausstellung von Naturalisten in Belfort, zusammen mit bekannten Malern aus der Franche-Comté, Lothringen und dem Elsass wie Georges Fréset, Jules Adler, Jules-René Hervé und Joseph-Paul Alizard.
René-Xavier Prinet wurde 1943 sein Nachfolger im Institut de France. Er verfasste auch die Gedenkrede.

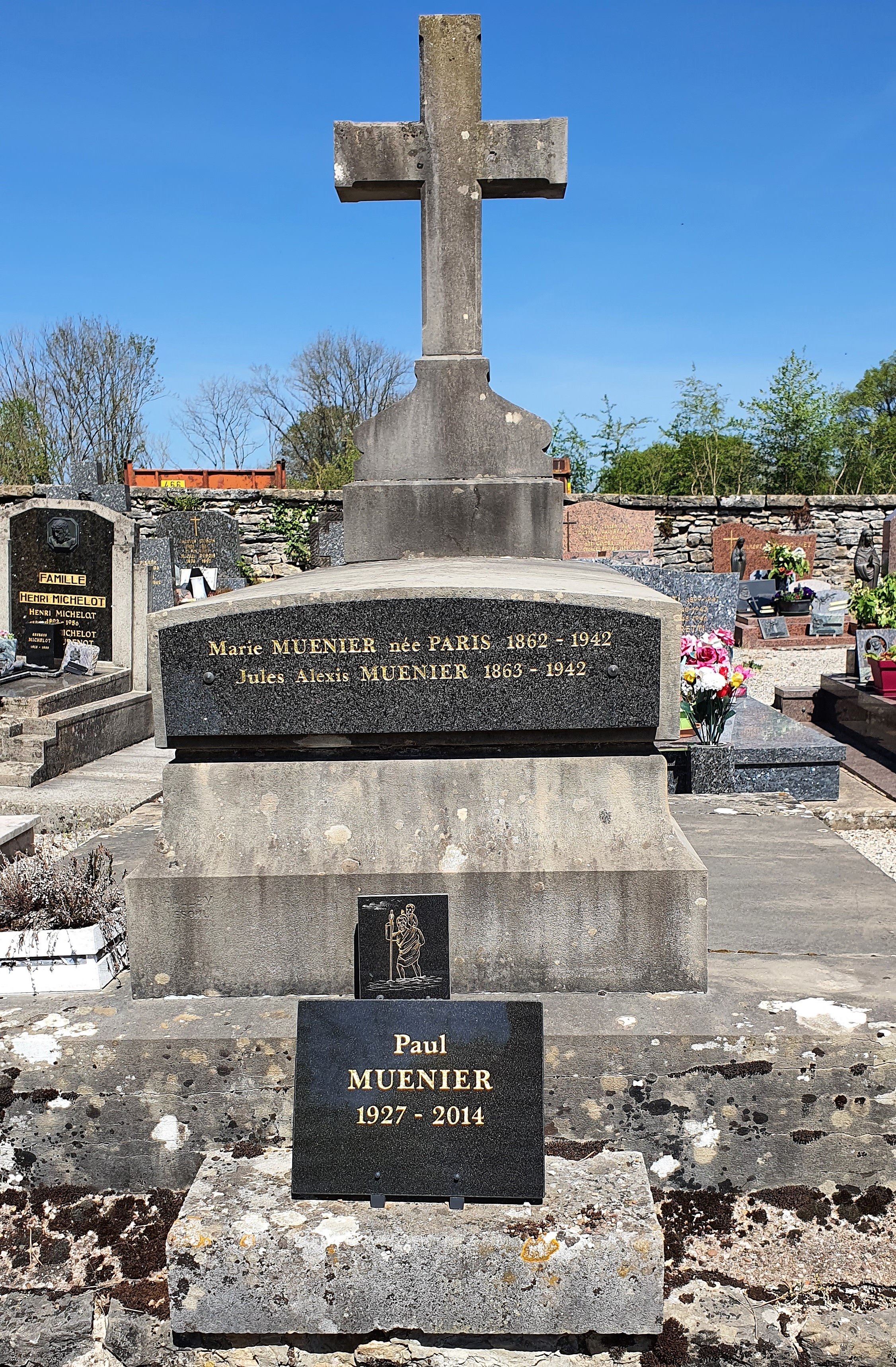
Sépulture du peintre Jules-Alexis Muenier.

Jules-Alexis Muenier lebete lange Jahre in seinem Château de Coulevon, wo ein Platz nach ihm benannt iss. Er ist auch auf dem kleinen Friedhof von Coulevon beigesetzt.

## Familie
Er ist der Vater von Pierre Alexis Muenier, dem Verfasser der Werke L’Angoisse de Verdun, notes d’un conducteur d’auto sanitaire (Die Drangsal von Verdun, Aufzeichnungen eines Sanitätsfahrers), La Vie et l’art de Jean-Jacques Henner (Das Leben und die Kunst von J.J. Henner) und Emile Montegut, critique littéraire (Emile Montegut, Literatur-Kritiker; seine Doktorarbeit).

## Galerie

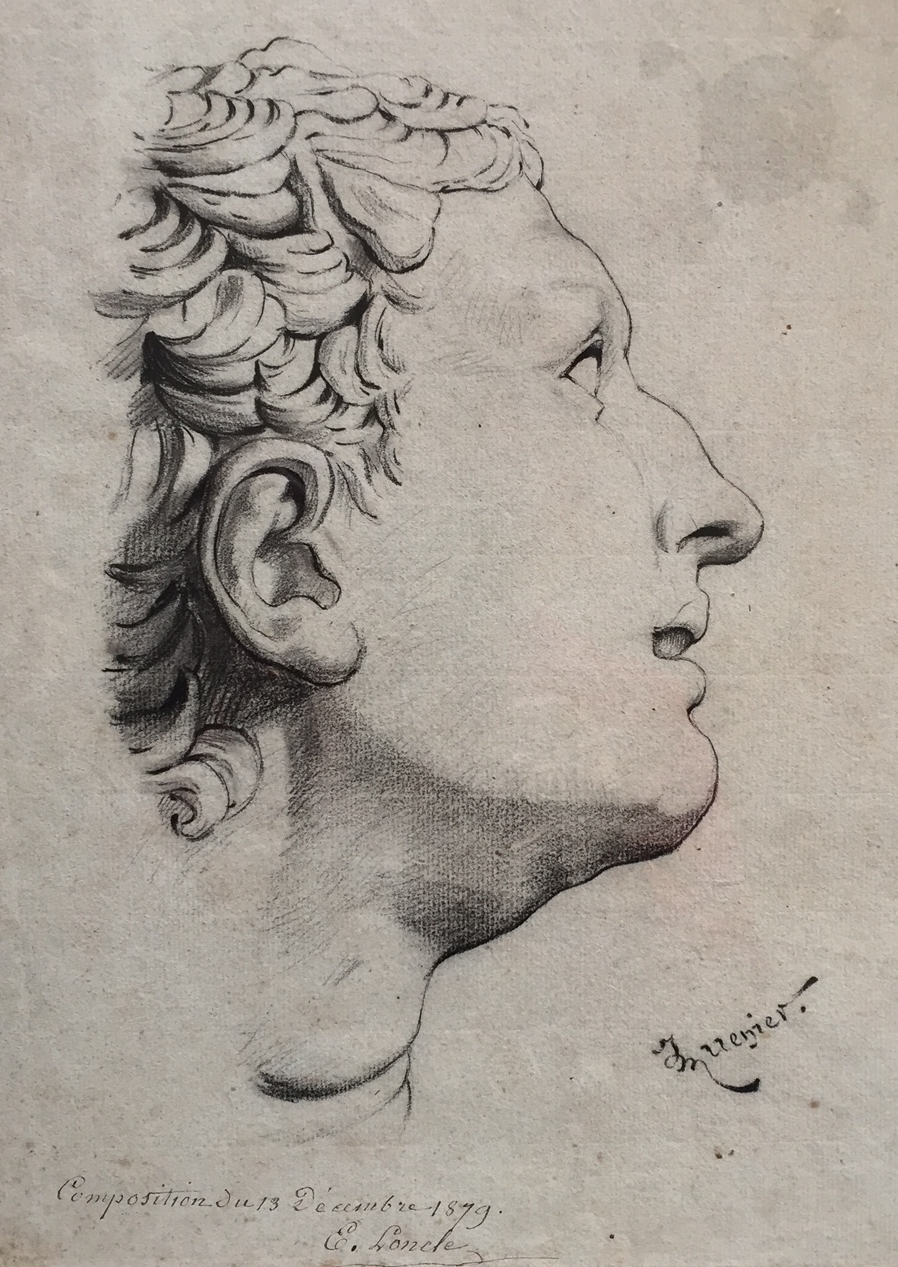
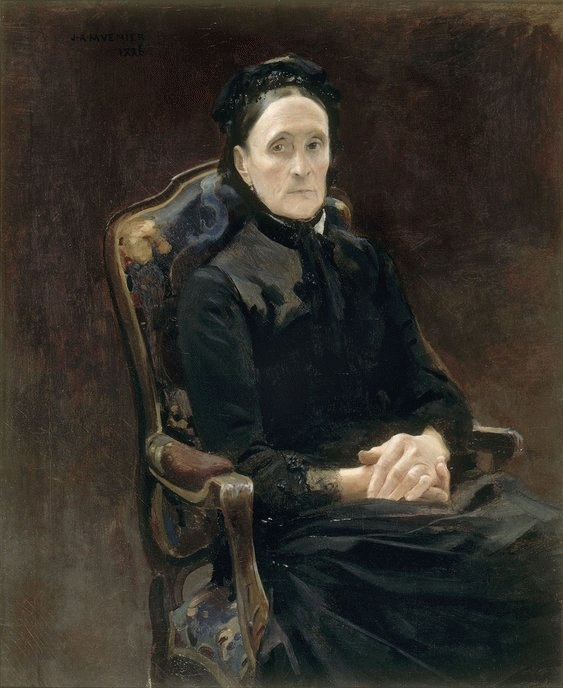
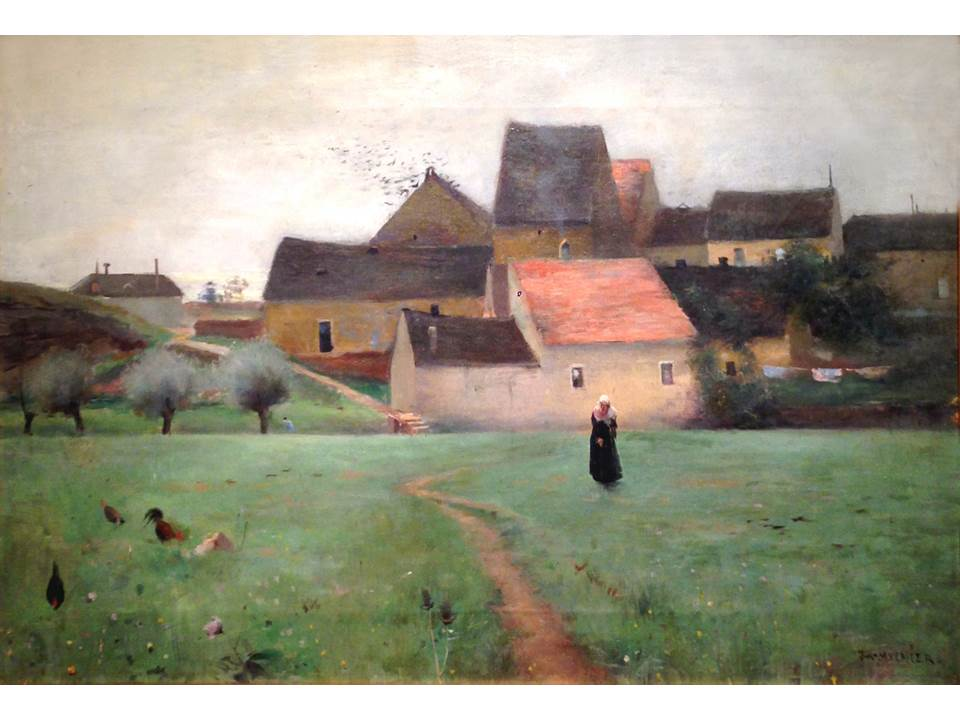
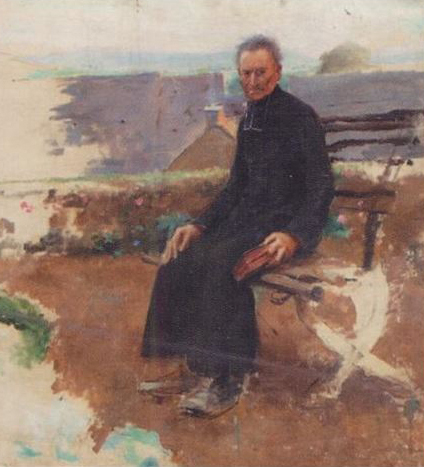
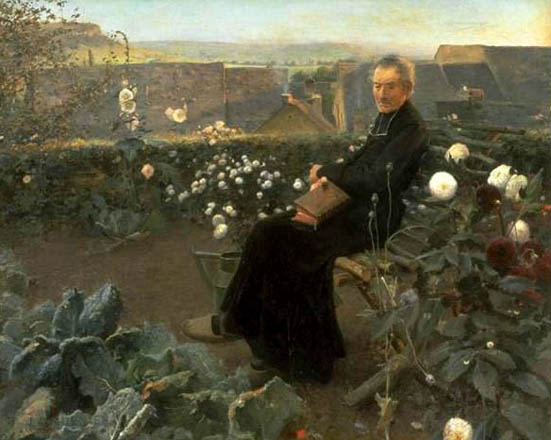
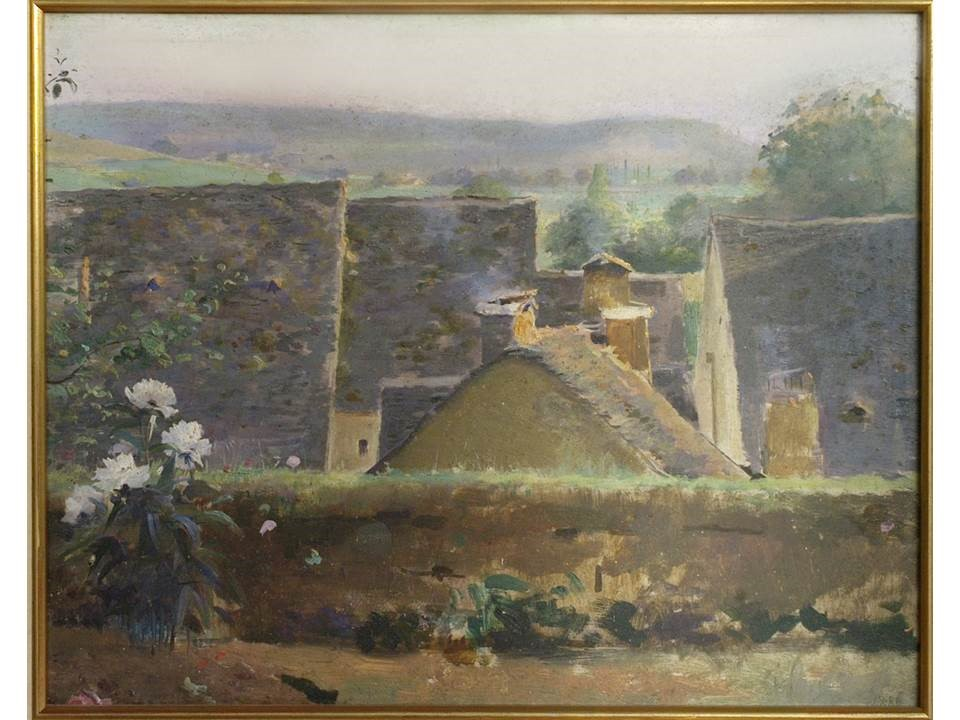
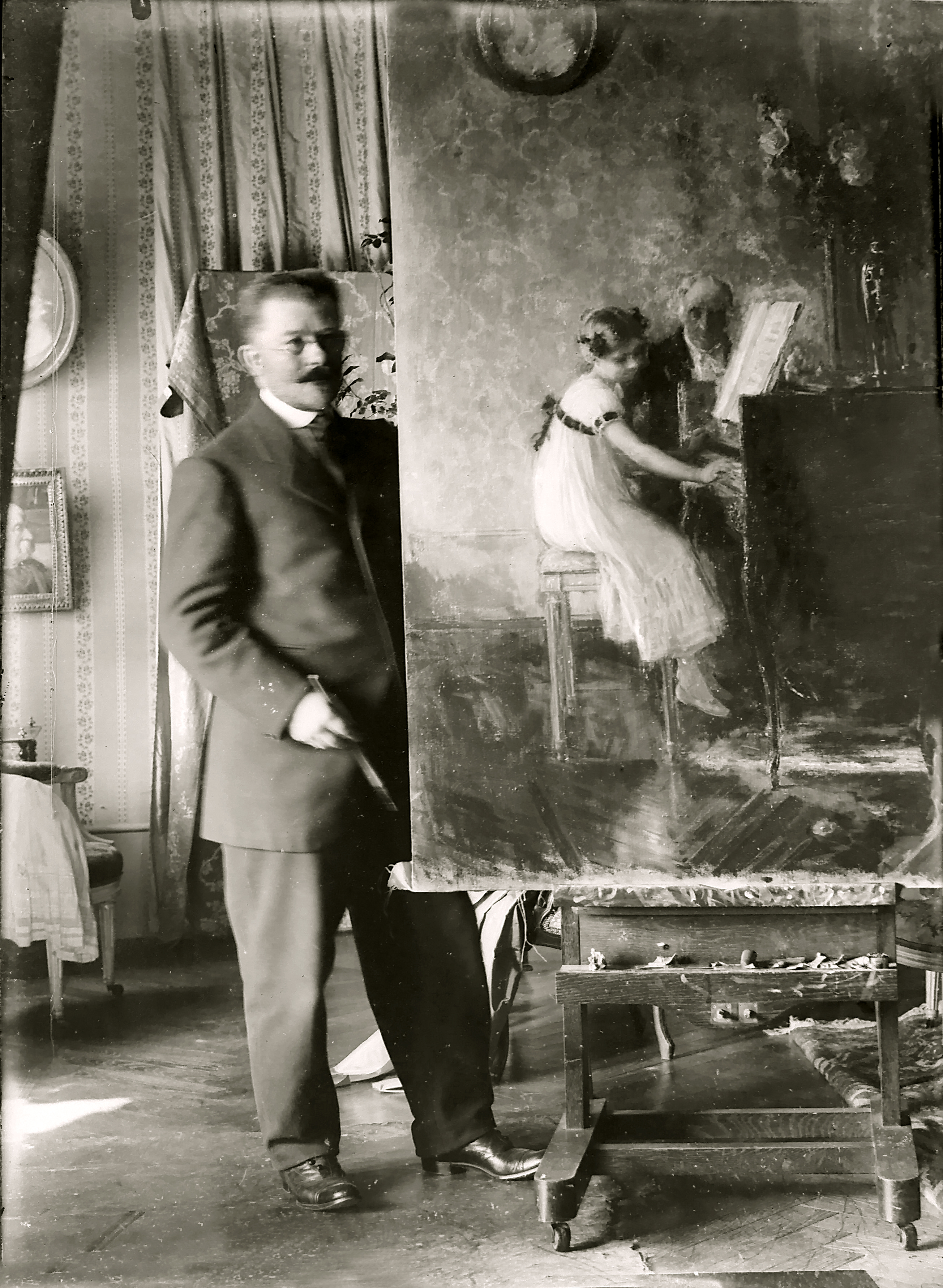
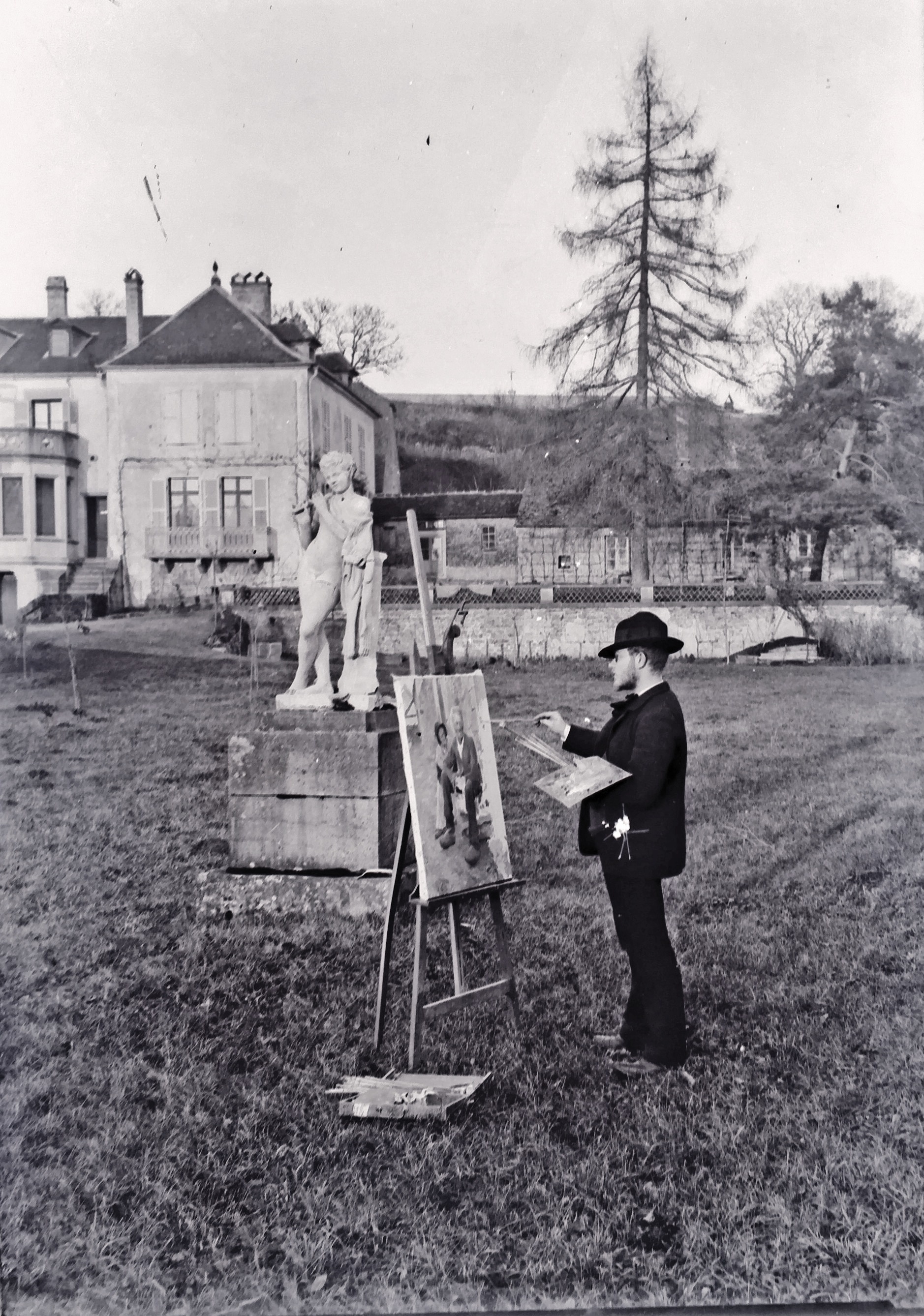
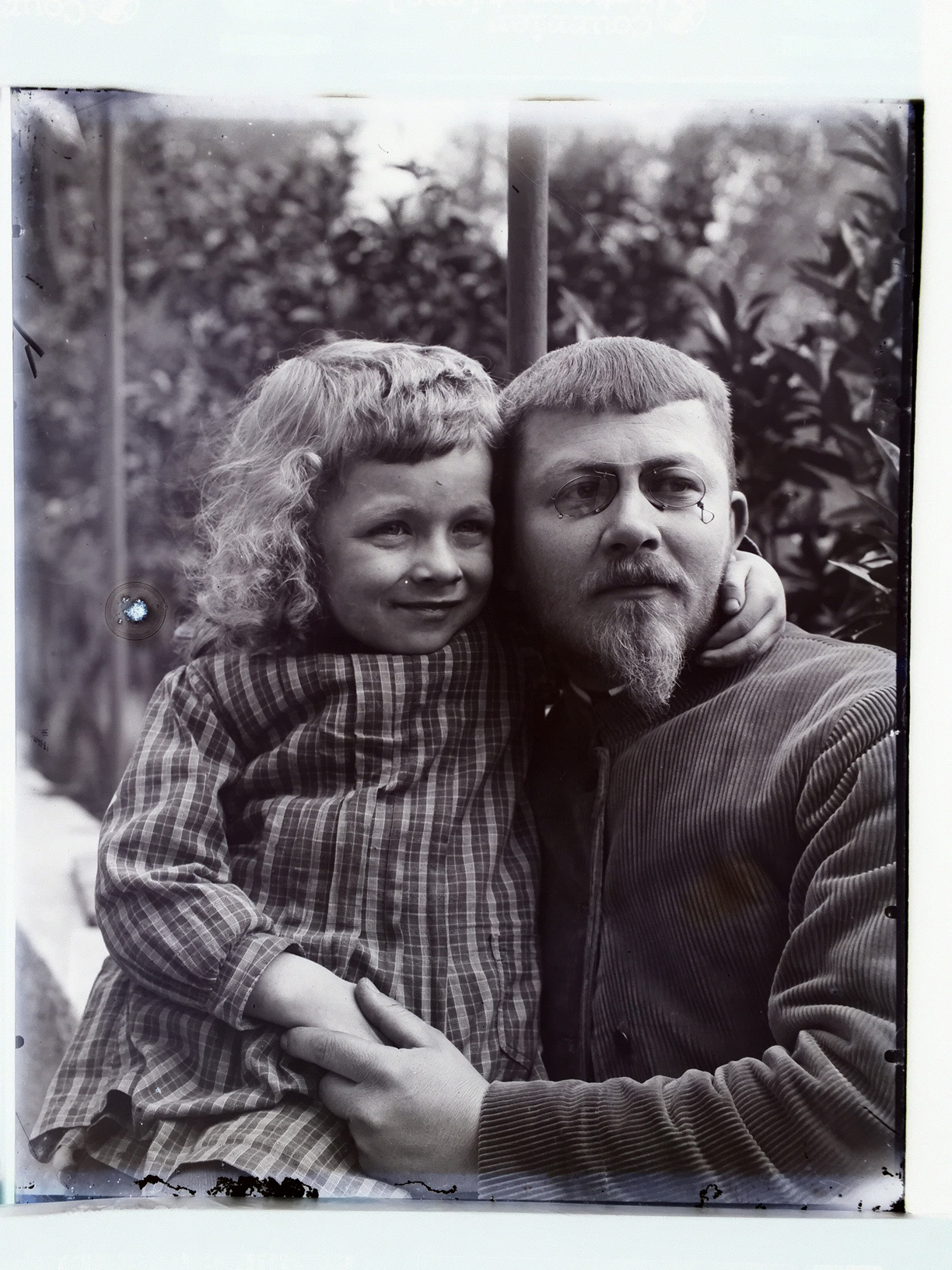
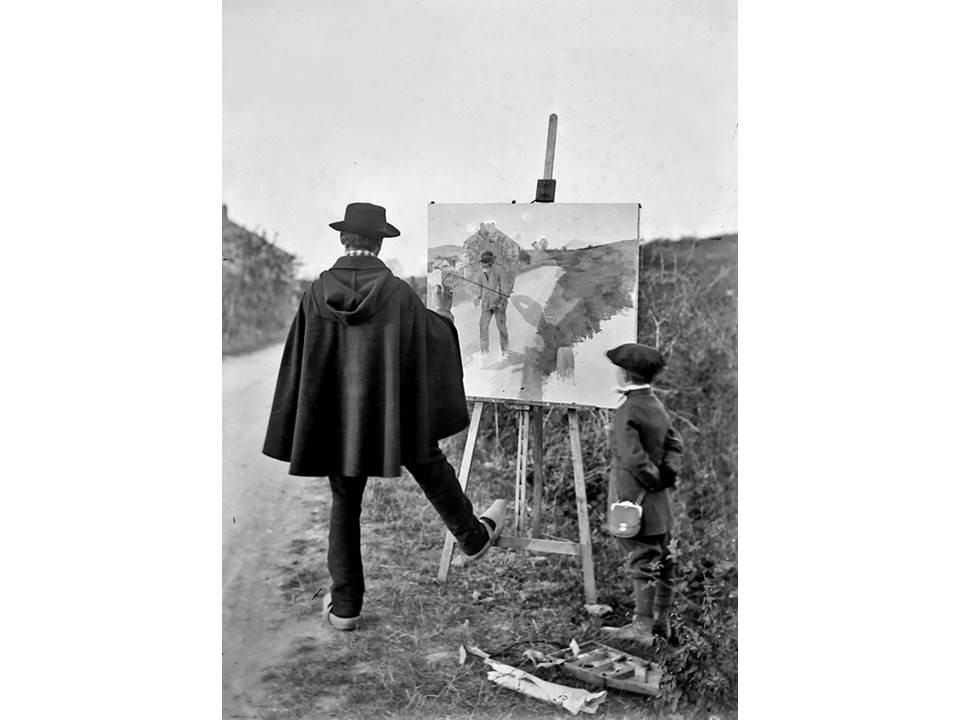
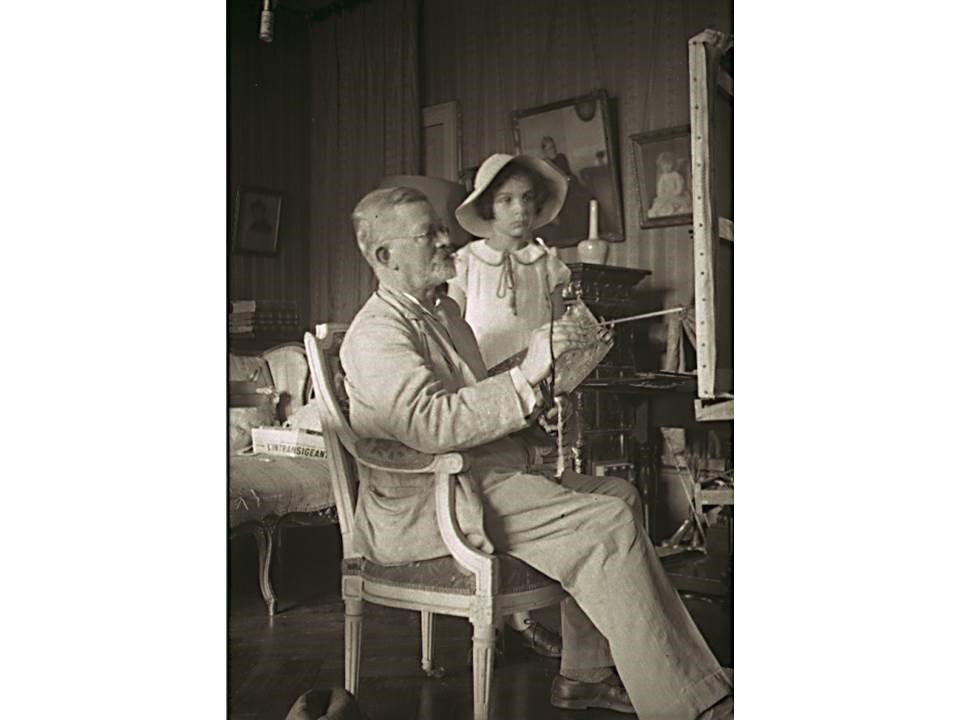